# Мишагина, Есения Сергеевна
Есения Сергеевна Мишагина (род. 12 января 2001, Ставрополь) — российская волейболистка, связующая. Мастер спорта России.

## Биография
Есения Мишагина начала заниматься волейболом в ставропольской ДЮСШ № 1 у тренера С.Мишагина (отец спортсменки). В 2016 году приглашена в Краснодар и в 2016—2021 выступала за дубль местного «Динамо» в Молодёжной лиге чемпионата России. В 2017—2022 — играла также и за основной состав «Динамо» (Краснодар). С 2022 — игрок «Тулицы», а в январе 2025 перешла в «Ленинградку».
В 2019 году выступала за молодёжную сборную России, с которой выиграла бронзовые награды чемпионата мира 2019. 

### Клубная карьера
- 2016—2021 —  «Динамо»-2 (Краснодар) — молодёжная лига;
- 2017—2022 —  «Динамо» (Краснодар) — суперлига;
- 2022—2025 —  «Тулица» (Тула) — суперлига;
- с 2025 —  «Ленинградка» (Санкт-Петербург) — суперлига.

## Достижения

### Клубные
- бронзовый призёр розыгрыша Кубка Молодёжной лиги 2018.

### С молодёжной сборной России
- бронзовый призёр чемпионата мира среди молодёжных команд 2019.